# Afre d'Augsbourg
Pour les articles homonymes, voir Afra.
Afre d'Augsbourg, en allemand Afra, née dans la province romaine de Chypre ou d'Afrique proconsulaire dans la deuxième moitié du IVe siècle, est une prostituée convertie et pénitente, morte martyre en 304 à Friedberg près d'Augsbourg, dans l'actuelle Bavière. Elle est depuis 1064 une sainte de l'Église catholique, commémorée le 7 août.

## Le contexte religieux
Le christianisme ne se propagea que lentement dans l'Imperium romanum. Les chrétiens entrèrent bientôt en conflit avec les autorités romaines parce qu'ils refusaient de s'adonner au culte de l'empereur. La persécution des chrétiens connut plusieurs phases sous l'Empire romain, et ne prit une fin définitive qu'en 313 avec l'édit de Milan. Les dissidents religieux juifs et chrétiens, lorsqu'ils pouvaient être confondus, étaient condamnés à mort. Pour autant, le christianisme gagnait les provinces de l'Empire. C'est ainsi qu'au IIIe siècle, on trouvait des chrétiens jusque dans les villes d'Augsbourg (Augusta Vindelicorum) et de Ratisbonne (Castra Regina), en Germanie supérieure.

## Hagiographie

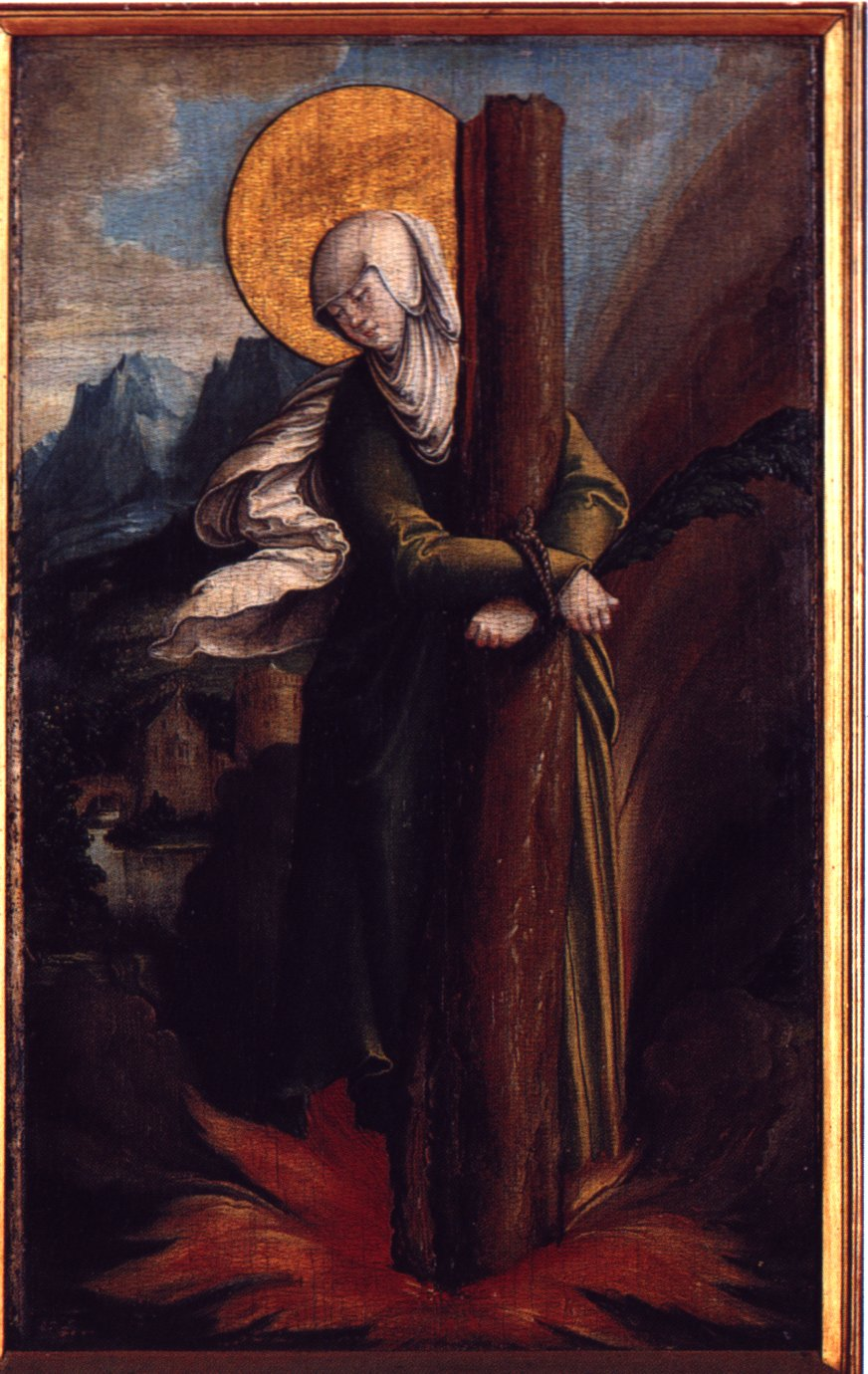
Panneau latéral d'un triptyque représentant le martyre de sainte Afre, église Saint-Martin de Messkirch, Allemagne.

Outre la tradition orale, sainte Afre est inscrite dans le Martyrologe hiéronymien et citée par Venance Fortunat au VIe siècle. Une histoire de sa vie et de sa condition de prostituée, et une autre de sa conversion ont été écrites au VIIIe siècle. Celle-ci décrit sa rencontre avec l'évêque Narcisse qui la baptise avec ses trois compagnes, puis qui consacre l'oncle d'Afre, Denis, comme évêque de la ville. Une synthèse est rédigée par Albertus, bénédictin d'Augsbourg, vers 1200.  
L’épouse d’un roi de Chypre venant d’être assassiné quitte son lieu de résidence avec sa fille pour se réfugier à Rome. Cette  femme et son enfant, plus tard révérées comme saintes, se nomment Hilarie (ou Hilaria) et Afre (ou Afra). Pour le moment, elle consacre sa fille à la déesse Vénus ayant émergée de l’écume au large de l'île de Chypre et qui pour les Romains, en tant que mère du héros troyen Énée, est celle qui contribue à la victoire, comme décrit notamment dans l'Énéide de Virgile. Hilaire voit peut-être là une revanche sur le funeste destin de son défunt mari et la  souveraineté de sa famille.  
C’est ainsi qu’à Rome, Afre, non contente de vouer un culte prononcé à la déesse de l’amour, se dispose à en être une prêtresse en offrant ses charmes comme une prostituée sacrée. Un peu plus tard, elle fait un rêve qui l’incite à se rendre à Augsbourg afin d’y connaître la gloire. Elle convainc sa mère et les voilà qui déménagent. Afre s’installe dans une maison qu’elle voue au plaisir avec trois autres jeune femmes. L’adresse ne tarde pas à être connue et réputée, et les clients affluent. Effectivement, cela semble un plein succès comme annoncé par le songe. 
Un jour, Afre reçoit un homme inhabituel, un évêque avec son diacre, Narcisse de Gérone et Félix, en recherche d’un hébergement ou d’un apparemment à louer. Ceux-ci viennent d’arriver dans la ville ou veulent se mettre à l’abri de la persécution romaine. Quoi qu’il en soit, Afre consent à les aider et les invitent à diner. Durant la soirée, l’évêque la touche par ses paroles et l’encourage à se convertir à la nouvelle religion du Christ. C’est alors qu’Afre et ses compagnes Digne, Eunomie et Eutropie (ou Euprépie) acceptent le baptême.
Tandis qu’Afre interrompt son commerce et ferme la maison, la persécution s’amplifie et elle est dénoncée par d’anciens clients fort mécontents. Après avoir distribué une partie de sa richesse en faveur des pauvres, elle est mise en prison en attente d’être jugée par les autorités. Confirmant son adhésion à la religion dissidente, elle est condamnée au bûcher attachée à un tronc d’arbre. L'exécution aurait eu lieu sur une île de la Lech. Selon une autre version, Afre aurait été décapitée dans un champ aux abords de la ville.

## Hommages

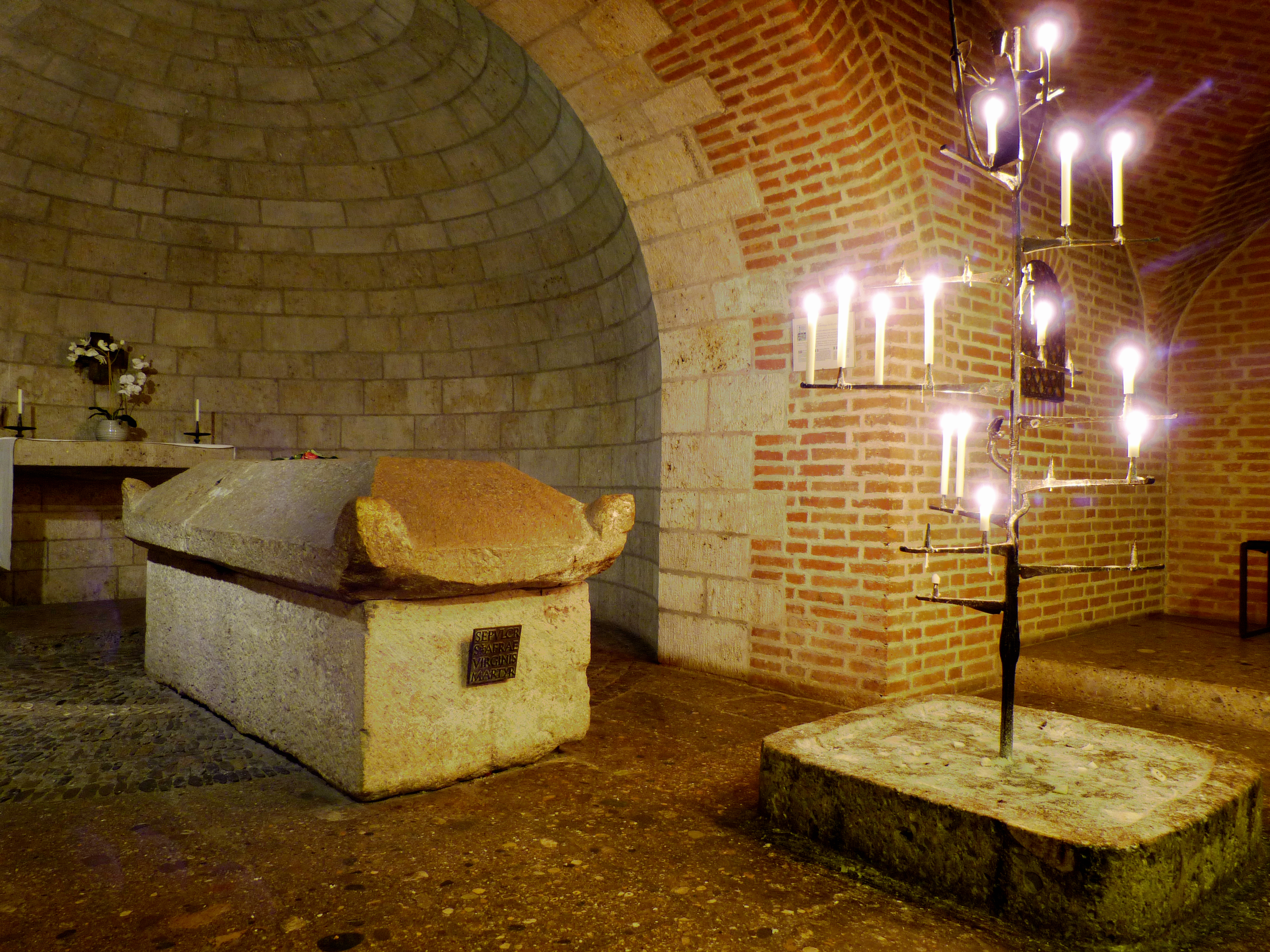
Sarcophage du Bas-Empire, dit de Sainte Afre, entreposé dans l'ancienne basilique bénédictine Saint-Ulrich-et-Afre, Augsbourg, district de Souabe, Bavière.

L'église Sainte-Afre-du-Champ (de) de Friedberg, aux portes d'Augsbourg, a été édifiée à l'endroit même où, selon la tradition, Afre fut exécutée. Venance Fortunat, le célèbre poète mérovingien, évoque vers 572 sainte Afre comme un sanctuaire et un pèlerinage franc. L'église fut détruite lors d'un raid des Magyars en 955 (cf. l'article Ulrich d'Augsbourg pour plus de détails).
La mère d'Afre, Hilarie, aurait fait construire une chapelle qui est attestée comme lieu de pèlerinage à partir de 565 et à l'emplacement de laquelle se trouve aujourd'hui la basilique Saint-Ulrich-et-Sainte-Afre où a été fondé un couvent de chanoines qui devint un monastère de bénédictins en 1012. Après la bataille du Lechfeld, en 955, l'évêque Ulrich fit édifier une magnifique église toujours dédiée à sainte Afre. En 1064, l'église fut consolidée, et c'est à cette occasion qu'un sarcophage contenant ses reliques a été retrouvé dans le sol. Les ossements, bien conservés, suscitèrent l'étonnement et furent placés dans la nouvelle église pour être vénérés par les fidèles.
Afre fut alors canonisée en cette même année 1064. À la fin du Moyen Âge, les pèlerinages de proximité dédiés aux saints d'une région se multiplièrent. Outre saint Sébald de Nuremberg, les saints de la ville et du diocèse d'Augsbourg - Ulrich, Afre et Simpert - ont attiré les pèlerins du sud-est de l'Allemagne. À partir de 1451, ce diocèse souabe accorda le privilège de l'indulgence romaine aux visiteurs des sept églises principales de la ville considérée comme sainte.  
Sainte Afre est fêtée le 7 août par les catholiques et sa mère  Hilarie le 12 du même mois. Afre est la patronne de la ville et du diocèse d'Augsbourg (avec les saints Ulrich et Simpert). Elle est invoquée par les pénitentes, les filles de joie repenties et en cas d'incendie. 
En 1993, l’historien allemand  Bernhard Schimmelpfennig (de) a démontré que le nom d'Afre résulte d'une transcription incorrecte du nom masculin Afer. Par ailleurs, son nom peut évoquer son lieu de naissance ou de résidence, et ainsi suggérer la province romaine d'Afrique proconsulaire.

### Reliques
Outre le sarcophage de la fin de l'époque romaine contenant ses ossements carbonisés et découvert dans son église en 1064, une autre relique est conservée à l'intérieur d'une statue de près d'un mètre de haut dans l'église Saint-Jean d'Ebringen-im-Hegau ; mais on ignore comment le culte de sainte Afre gagna Ebringen. Il y a également une fontaine Sainte-Afre ainsi qu'une chapelle éponyme à mi-chemin en allant vers Gottmadingen. 
Comme cadeau pour l'empereur Henri IV du Saint-Empire, dont l'anniversaire était le jour de sainte Afre, une cheville d'orteil de la sainte fut conservée dans la chapelle d'Afre de la cathédrale impériale de Spire, mais elle fut perdue.
Un buste-reliquaire datant de la fin du XVIe siècle se trouve à l’église Sainte-Afre de Brescia en Italie, mais il peut s'agir d’une autre martyre du IIe siècle fêtée le 24 mai. 

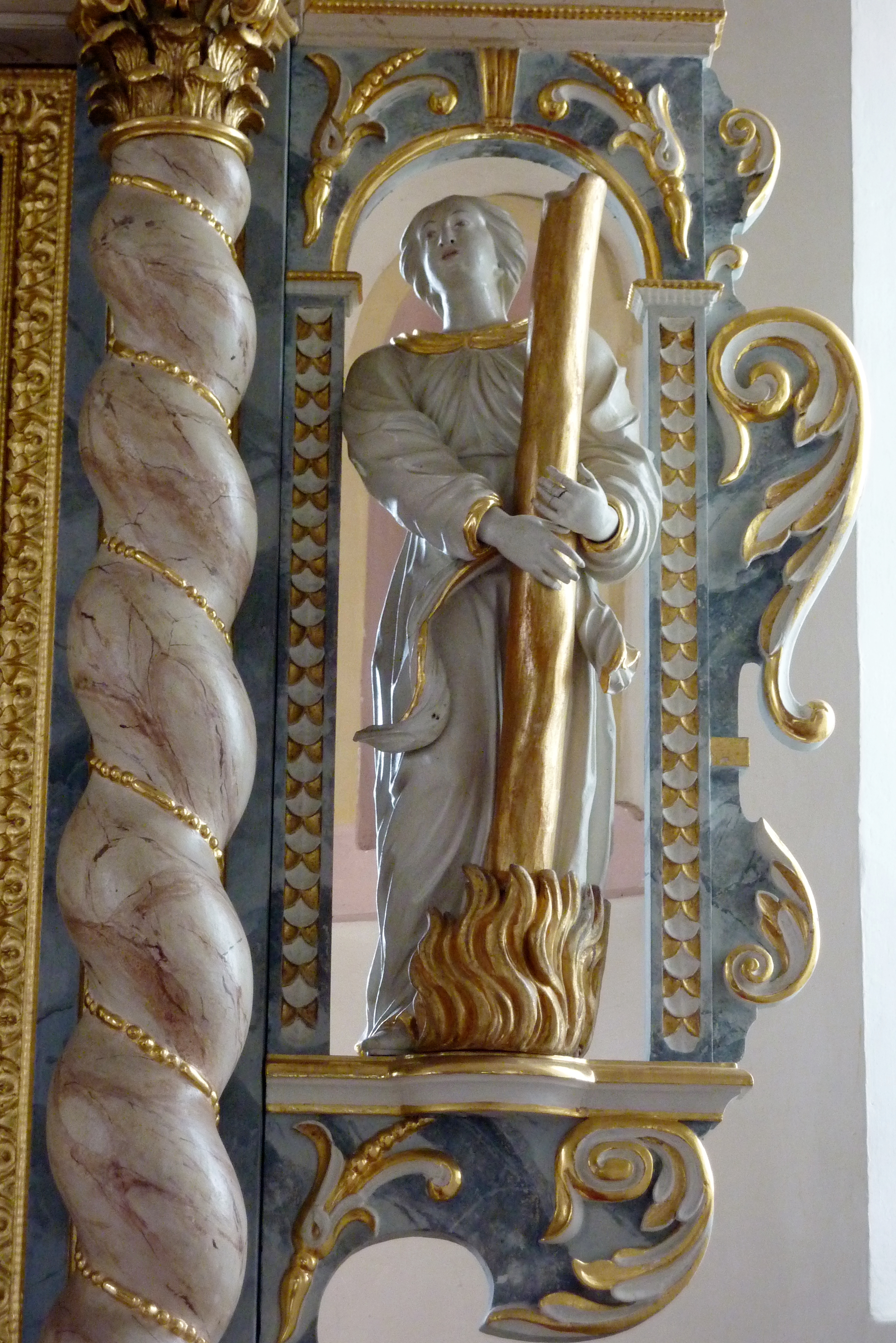
Statuette de sainte Afre, église Saint-George d'Unterschöneberg, Altenmünster, Allemagne.

À noter qu'il y a une relique de Sainte Afre à l'église Sainte Afre de Riedisheim en Alsace. Il s'agirait d'un bout d'os de la Sainte.

### Iconographie
Sainte Afre est généralement représentée avec la palme des martyrs, attachée à un tronc sur un bûcher. Ses attributs sont donc la couronne, le poteau, le tronc, le bois, l’arbre et le feu. Elle est parfois attachée à une colonne, et dans de rares cas, lui est adjointe une pomme de pin.  
Son martyre est représenté sur l'autel Sainte-Afre de la basilique Saint-Ulrich-et-Sainte-Afre d'Augsbourg, œuvre de Hans Degler (de) et Elias Greuter l’Ancien (de) (1607).